# Les Scouts - Fédération Les Scouts Baden-Powell de Belgique
Pour les articles homonymes, voir FSC.
Les Scouts – Fédération Les Scouts Baden-Powell de Belgique, ou simplement Les Scouts, précédemment appelée Fédération des Scouts catholiques (FSC) puis Fédération catholique des Scouts Baden-Powell de Belgique, est la plus importante association scoute en Belgique francophone et germanophone. C'est une fédération ouverte à tous. Son dernier changement de nom, en date du 1er septembre 2008, entend refléter au mieux son engagement pour un développement spirituel ouvert à tous.
Elle fut créée en 1912 et fait partie de l'association Guidisme et Scoutisme en Belgique. Elle a comme modèle Baden Powell, est reconnue par l'organisation mondiale du mouvement scout (OMMS), ainsi que par le ministère de la Jeunesse de la Fédération Wallonie-Bruxelles.

## Historique
Le scoutisme fait son apparition en 1910 en Belgique avec la création d'une première association pluraliste les Boy-Scouts de Belgique (BSB). En 1912, une association catholique voit le jour à son tour. Au départ, cette association regroupait aussi bien des scouts francophones que néerlandophones. À partir de 1929, les scouts catholiques se scinderont en deux associations : la Fédération des Scouts catholiques (FSC) pour les francophones et la Vlaams Verbond der Katholieke Scouts (VVKS) pour les néerlandophones.
Depuis les années 70, la société belge a vu la baisse de l'importance des associations d'obédience catholique. Afin de s'inscrire dans ce nouveau mode de société, les scouts catholiques francophones changèrent de nom pour adopter la dénomination Les Scouts – Fédération catholique des Scouts Baden-Powell de Belgique à partir de 1999. Ce nom ne restera pas longtemps dans l'histoire du Scoutisme puisque l'assemblée générale de l'ASBL a décidé le 14 juin 2008 de supprimer définitivement la référence catholique du nom. Désormais il faut parler de Les Scouts – Fédération des Scouts Baden-Powell de Belgique

## Organisation

Organisation de l'Unité

La Fédération des Scouts Baden-Powell de Belgique est une fédération d'unités,.

### Au niveau local
Une unité scoute est un groupe local faisant vivre le scoutisme dans un quartier ou dans un village. Elle est composée de plusieurs sections. Idéalement, chaque unité comprend des sections pour chaque tranche d'âge correspondant aux quatre branches.

Au total, Les Scouts comptent 48 300 enfants et adolescents, garçons et filles, répartis dans 403 unités.

Les scouts de chaque section sont encadrés par des animateurs, l'ensemble des animateurs formant un staff. Le staff est coordonné par un animateur responsable.
 
L'unité est pilotée par un staff d'unité, composé de l'animateur d'unité (AnU), assisté dans sa tâche par une équipe d'équipiers d'unité (EqU) et, éventuellement, de collaborateur(s) d'unité (CoU).
Chaque unité est pilotée par un Conseil d’unité composé de l’ensemble des animateurs de l’unité, de l’animateur d’unité et des éventuels équipiers de l’unité (max. 3). Le conseil d’unité coordonne la continuité pédagogique entre les différentes sections et assure une cohérence de l’animation générale de l’unité.

### Au niveau fédéral

#### Groupes d'unités
Les unités, regroupées en groupe d'unités, sont soutenues par environ 200 cadres fédéraux qui assurent des missions telles que le soutien des unités de leur groupe (exemple : la mise en place des équipes d'unité, l'organisation régulière des relais d'équipes d'unité, etc.), la participation aux décisions et aux événements de la fédération  et la formation des bénévoles.

#### Assemblée fédérale
L’assemblée fédérale est composée des délégués des unités et de l’assemblée générale. Parmi ses compétences, on retrouve : 
- la modification des principes moraux du scoutisme (après que ceux-ci aient été soumis aux instances compétentes de l’OMMS) ;

- la validation tous les 6 ans des priorités stratégiques de la fédération qui sont mises en œuvre pour 12 ans ;

- l’élection du contrat d’animation fédéral et du candidat qui le présente comme Président fédéral.

#### Le conseil fédéral
Le conseil fédéral est composé du président fédéral et des animateurs fédéraux (responsables de groupes d’unités et de la commission fédérale).
Il a pour mission de conseiller la commission fédérale, d’orienter et contrôler sa politique. Elle est consultée pour les décisions d’orientation en matière de méthode scoute et de propositions pédagogiques.
Le conseil fédéral détermine également l’uniforme et les insignes.

#### La commission fédérale (ou Staff fédéral)
La commission fédérale, composée d'une dizaine d'animateurs fédéraux ainsi que du président fédéral et de l'administrateur délégué, est chargée de la mise en œuvre du contrat d’animation fédéral.
Bien que certains postes d’animateurs fédéraux du staff fédéral se répètent d’un mandat à l’autre (comme les animateurs fédéraux de branche), c’est au Président fédéral de déterminer les animateurs fédéraux spécifiques qui seront nécessaires à la mise en œuvre du contrat d’animation fédéral qui a été voté en Assemblée fédérale.

## L'uniforme
Chaque membre de l’unité porte un foulard aux couleurs de l’unité ainsi qu’un uniforme spécifique à sa section sur lequel se place :
- l’insigne du mouvement Les Scouts, entre le coude et l’épaule, sur la manche droite
- l’insigne mondial scout, au-dessus de l’insigne Les Scouts, sur la manche droite
- l’insigne Belgique et drapeau européen, sur la poitrine, à gauche (au-dessus de la poche si présente)

### Baladins
L’uniforme est composé d’un pull bleu marine avec l’insigne de section "Baladins" sur la poitrine, à droite.

### Louveteaux
L’uniforme est composé d’un pull vert sapin avec :
- l’insigne de section "Louveteaux" sur la poitrine, à droite
- l’insigne du Message au peuple libre sur la poitrine, à gauche, une fois que le louveteau l’a prononcé
- l’insigne du Temps de la mue, entre le coude et l’épaule, sur la manche gauche
- le triangle de sizaine, sur le haut de la manche gauche

### Éclaireurs
L'uniforme est composé d'une chemise bleu roi avec :
- l’insigne de section "Éclaireurs", sur la poitrine, sur la poche de droite
- l’insigne de la Promesse, sur la poitrine, sur la poche de gauche, une fois que l’éclaireur l’a prononcée
- le badge Alpha et les badges sur la manche de gauche
- les nœuds d’épaule (2 bandes au couleurs de la patrouille et/ou du totem, reliées par une cordelette noir-jaune-rouge sur les épaules

### Pionniers
L’uniforme est composé d’une chemise rouge avec : 
- l’insigne de section "Pionniers", sur la poitrine, sur la poche de droite
- l’insigne de l’engagement, sur la poitrine, sur la poche de gauche, une fois que le pionnier l’a prononcée
- les Itinéraires, sur la manche gauche

### Équipes d’unité et cadres
L’uniforme est composé d’une chemise bleu ciel avec :
- l’insigne de la Parole d’animateur, sur la poitrine, sur la poche de gauche, une fois que l’animateur ou le cadre l’a prononcée (remplace la Promesse et l’Engagement)

## Les centres fédéraux
- Le domaine boisé de La Fresnaye (Tourneppe)
- Le château-ferme de Courrière
- Le refuge Norbert Casteret (Mont-Godinne)